# Showgirl
Pour le film de 1995 de Paul Verhoeven, voir Showgirls.

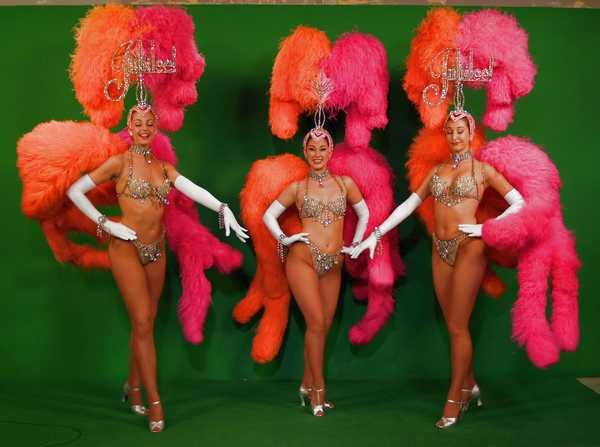
Showgirls du Jubilee! en 2005, un spectacle basé sur Las Vegas Strip.

Une showgirl (américanisme) est une danseuse ou une personne se donnant en spectacle sur une scène. Ce terme est également utilisé pour désigner une mannequin lors d'événements commerciaux (foires, par exemple).

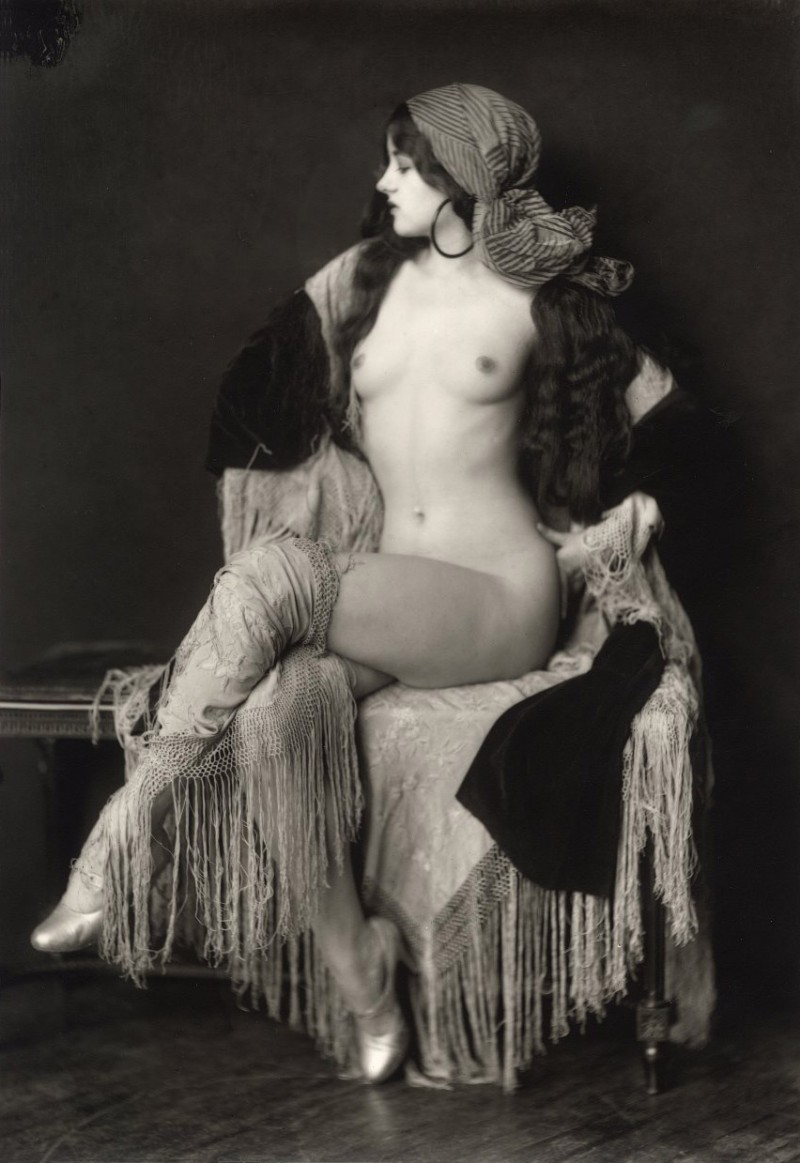
Virginia Biddle, showgirl des années 1920